# Tavas
Tavas là một huyện thuộc tỉnh Denizli, Thổ Nhĩ Kỳ. Huyện có diện tích 1585 km² và dân số thời điểm năm 2007 là 53475 người, mật độ 34 người/km².